# Ebstorf
Ebstorf é um município da Alemanha localizado no distrito de Uelzen, estado da Baixa Saxônia.
É membro e sede do Samtgemeinde de Altes Amt Ebstorf.